# Лусільйос
Лусільйос (ісп. Lucillos) — муніципалітет в Іспанії, у складі автономної спільноти Кастилія-Ла-Манча, у провінції Толедо. Населення — 658 осіб (2010).
Муніципалітет розташований на відстані близько 90 км на південний захід від Мадрида, 50 км на захід від Толедо.
На території муніципалітету розташовані такі населені пункти: (дані про населення за 2010 рік)
- Лусільйос: 567 осіб
- К'єм: 91 особа

## Демографія
Динаміка населення (INE ):

## Галерея зображень

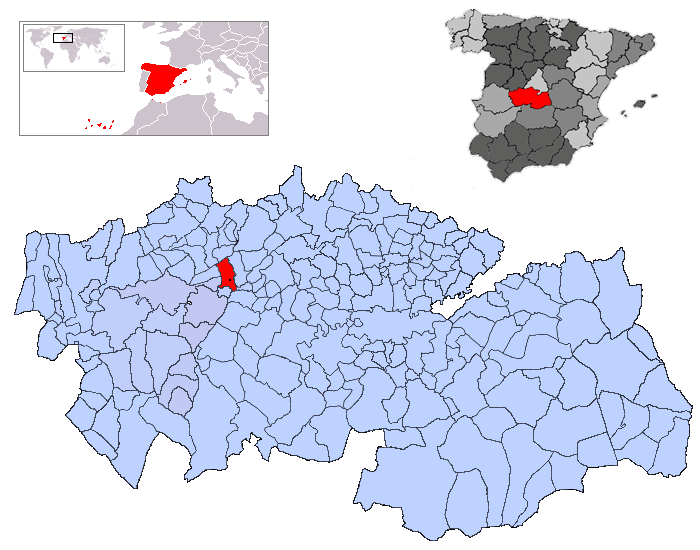
Розташування муніципалітету у провінції Толедо